# 舒特羅明齊
48°49′36″N 25°32′3″E / 48.82667°N 25.53417°E

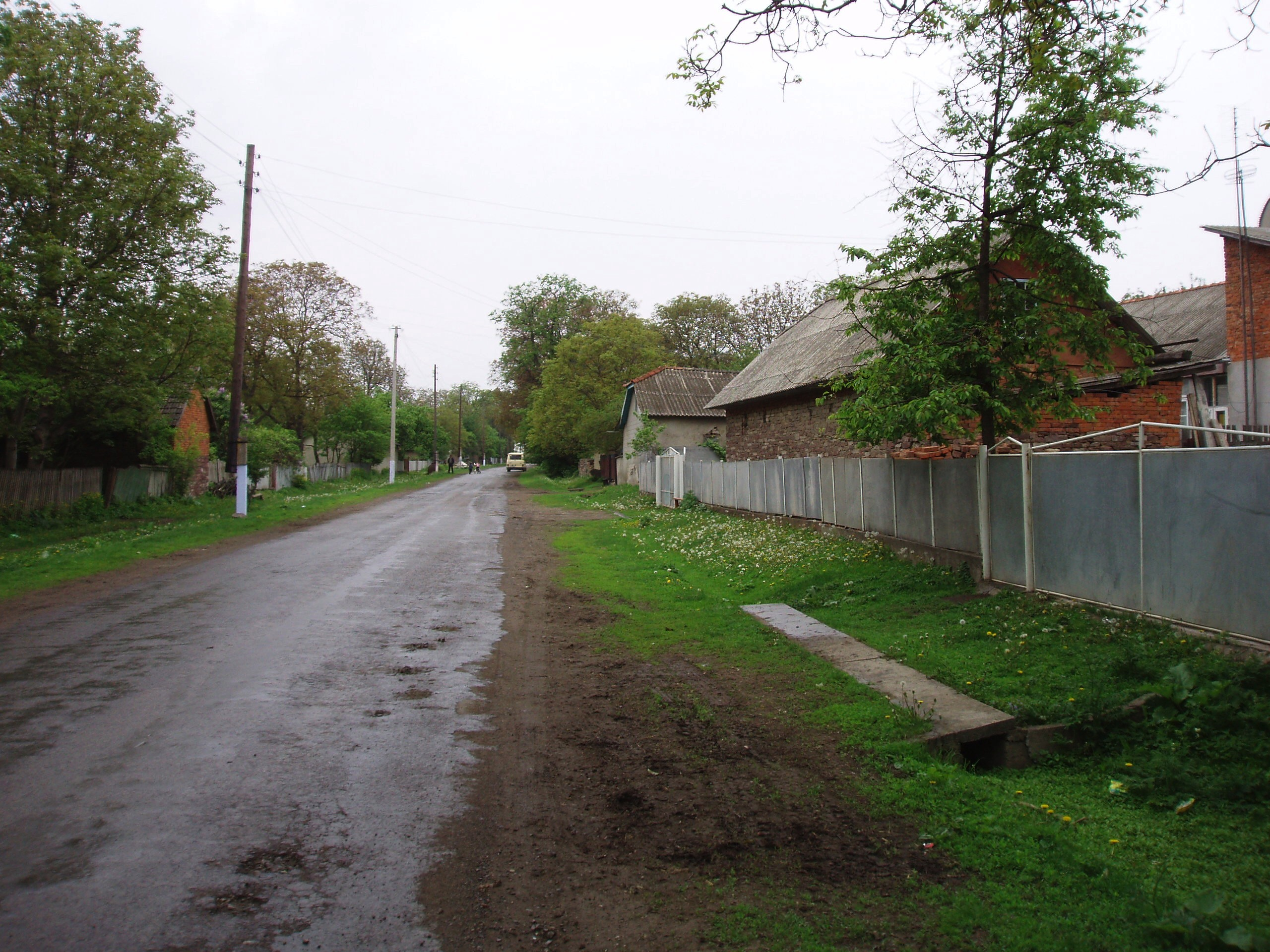

舒特羅明齊（烏克蘭語：Шутроминці）是位於烏克蘭西部特諾皮爾州裏喬爾特基夫區的村莊，處於克里尼齊亞河畔，始建於1372年，面積13.25平方公里。